# April, and a Flower
April, and a Flower (en hangul, 사월, 그리고 꽃; romanización revisada, sawol, geuligo kkoch), es el miniálbum debut del cantante surcoreano Chen. Fue lanzado el 1 de abril de 2019 por SM Entertainment y distribuido por Dreamus. El disco está disponible en tres versiones: April, Flower y una versión kinho.

## Antecedentes y lanzamiento
El 8 de marzo, se informó de que Chen lanzaría su primer álbum en solitario en abril. El 19 de marzo, se reveló el título, la fecha de lanzamiento y la carátula del disco. La preventa de las tres versiones del EP comenzó el mismo día.
El 21 de marzo, se lanzó una cronología del EP. El 22 de marzo, se publicó la lista de canciones y los detalles del álbum. El 25 de marzo, se lanzaron tres imágenes teasers del cantante. El 26 de marzo, se lanzaron tres teasers adicionales. El 27 de marzo, se lanzó el highlight medley del EP. El 29 de marzo, se lanzaron otras tres imágenes teasers de Chen. El mismo día, se lanzó el primer teaser del videoclip de «Beautiful Goodbye». El 30 de marzo, se publicaron dos fotos teaser adicionales.
El 1 de abril, se lanzó el vídeo musical de «Beautiful Goodbye» y el EP. El 5 de abril, se lanzó un vídeo vertical de la misma canción. El 8 de abril, se lanzó un vídeo visual de «Flower». El 19 de abril, se lanzó un vídeo escrito a mano de «Beautiful Goodbye», donde los fanáticos de Chen participaron escribiendo la letra de la canción en papeles, y se hizo un collage.

## Promoción
El 1 de abril, Chen realizó un showcase donde habló sobre el proceso del EP, el cantante también interpretó «Beautiful Goodbye» por primera vez. En el mismo día, celebró un evento titulado Chen's April Busking en Coex Artium Mall, donde discutió sobre cada tema del EP con los fanáticos e interpretó «Sorry Not Sorry» y «Beautiful Goodbye». Chen comenzó a presentarse en programas musicales a partir del 5 de abril de 2019, logrando obtener dos victorias en dos programas. El 6 de abril, el cantante celebró un fansign en Sinchon, y el 20 de abril, en Busan y Daegu.

## Lista de canciones
| April, and a Flower |                                                                                      |                          |                                              |          |  |
| N.º                 | Título                                                                               | Letras                   | Música                                       | Duración |  |
| 1.                  | «Flower» (꽃; Kkot)                                                                  | Kim Jong-dae, JQ         | Kim Je-hwi                                   | 4:01     |  |
| 2.                  | «Beautiful Goodbye» (사월이 지나면 우리 헤어져요; Sawor-i Jinamyeon Uri He-eojyeoyo) | Jisoo Park (153/Joombas) | MooF (153/Joombas), Jisoo Park (153/Joombas) | 4:29     |  |
| 3.                  | «Sorry Not Sorry» (하고 싶던 말; Hago Shibdeon Mal)                                  | Paul Kim                 | Phenomenotes                                 | 4:26     |  |
| 4.                  | «Love Words» (사랑의 말; Sarang-e Mal)                                               | Kenzie                   | Kenzie                                       | 3:36     |  |
| 5.                  | «I'll Be There» (먼저 가 있을게; Meonjeo Ga Isseulge)                                | Min Yeon-jae             | KingMing                                     | 4:12     |  |
| 6.                  | «Portrait of You» (널 그리다; Neol Geurida)                                          | Seo Ji-eum               | Andreas Stone Johansson, Ricky Hanley        | 4:12     |  |
| 25:04               |                                                                                      |                          |                                              |          |  |

## Posicionamiento en listas
| Lista (2019)                           | Mejor posición |
| -------------------------------------- | -------------- |
| French Digital Albums (SNEP)           | 33             |
| Japanese Albums (Oricon)               | 51             |
| Japan Hot Albums (Billboard)           | 34             |
| South Korean Albums (Gaon Album Chart) | 2              |

## Ventas
| Región                         | Ventas  |
| ------------------------------ | ------- |
| Corea del Sur (Gaon)           | 212 471 |
| China (QQ Music)               | 90 000  |
| Japón (Oricon)                 | 3 220   |
| Estados Unidos (Nielsen Music) | 1 000   |

## Historial de lanzamiento
| País          | Fecha              | Formato                         | Discográfica              |
| ------------- | ------------------ | ------------------------------- | ------------------------- |
| Corea del Sur | 1 de abril de 2019 | CD, descarga digital, streaming | SM Entertainment, Dreamus |
| Varios        | 1 de abril de 2019 | Descarga, streaming             | SM Entertainment          |